# Matt Schulze
Matthew „Matt“ Steven Schulze (* 3. Juli 1972 in St. Louis, Missouri) ist ein US-amerikanischer Musiker und Schauspieler. Seit 1998 war er in rund zwei Dutzend Film- und Fernsehproduktionen zu sehen.

## Filmografie (Auswahl)
- 1998: Blade
- 1999: Charmed – Zauberhafte Hexen (Charmed, Fernsehserie, eine Folge)
- 2001: The Fast and the Furious
- 2002: Blade II
- 2002: The Transporter
- 2004: Hart am Limit (Torque)
- 2004: Out of Reach
- 2004: The Heart Is Deceitful Above All Things
- 2005: CSI: Miami (Fernsehserie, Folge 3x12)
- 2006: Seven Mummies
- 2007: Mr. Brooks – Der Mörder in Dir (Mr. Brooks)
- 2007: The Flock – Dunkle Triebe (The Flock)
- 2011: Fast & Furious Five (Fast Five)